# Иерисская, Святогорская и Ардамерийская митрополия
Иерисская, Святогорская и Ардамерийская митрополия (греч. Η Ιερά Μητρόπολη Ιερισσού, Αγίου Όρους και Αρδαμερίου) — епархия Северных территорий Элладской православной церкви (как и прочие епархии «Северных территорий» формально подчинена также Константинопольской православной церкви). Охватывает территорию на севере и востоке полуострова Халкидики, в том числе включает перешеек полуострова Айон-Орос, где располагается Афон.

## История
Согласно Деяниям апостольским, апостол Павел побывал в здешних краях, направляясь из Филипп в Фессалонику через Амфиполь и Аполлонию (Деян 17. 1). Предания сохранили память о месте его проповеди, где впоследствии возник Иерисс (ныне Иерисос), в окрестностях которого находилась пещера апостола Павла.
Античные города Аканф, Аполлония, Калиндоя, Стратоника, Дион, Клеоны, Фисс, Олофикс, Акрофоон, Стагира, Уранополь в восточной части полуострова Халкидики и на Афонском полуоствове существовали ещё в начале римской эпохи, но к VII века пришли в запустение.
Гора Афон, согласно Уставам 971/972 и 1045 годов, была подчинена непосредственно императору, минуя все прочие гражданские и церковные инстанции. Епископ Иерисса осуществлял лишь формальные архиерейские функции (рукоположения и прочее), не вмешиваясь во внутренние дела Святой Горы, что противоречило церковным канонам, согласно которым все области и монастыри должны были подчиняться тому или иному архиерею. Вскоре после взятия Константинополя крестоносцами в 1204 году и образования независимого государства с центром в Фессалонике местные митрополиты через посредство подчинённой им Иерисской кафедры попытались установить свою юрисдикцию на Афоне. Следствием этого стало появление в титуле епископа Иерисса дополнения «и Святой Горы».
В 1313 году Афон стал ставропигией под прямым управления Константинопольского Патриарха и епархия была ограничена северо-восточном районом Халкидики. После османского завоевания епархия была понижена до епископии, и подчинена Солунской митрополии. 
Местопребыванием Иерисского епископа с XIX века стал Лиаригови (ныне Арнея) на севере полуострова Халкидики. В 1925 году Иерисско-Святогорская епископия получила статус митрополии.
В 1934 году к Иерисско-Святогорской митрополии была присоединена территория упразднённой Ардамерийско-Галатистская митрополии, после чего объединённая епархия стала именоваться Иерисской, Святогорской и Ардамерийской митрополией.

## Епископы
- Феодот (упом. 982)
- Илия (кон. XI ?)
- Георгий (1001 — до 1014)
- Никифор (упом. в 1014)
- Николай (упом. в 1032)
- Георгий (упом. в 1071)
- Василий (3-я четв. XII в.)
- Николай (упом. ок. 1200)
- Неофит (упом. в 1235)
- Феофил (упом. в 1240)
- Феодор (упом. ок. 1260)
- Феодосий (упом. в 1290)
- Григорий (упом. в 1305)
- Иерофей (упом. в 1310)
- Нифон (упом. в 1314)
- Феодосий (до 1317 — после 1323)
- Нифонт (до 1325 — после 1330)
- Иаков (1334—1365)
- Давид (1366 — после 1371)
- Исаак (до 1375 — после 1380)
- Софроний (упом. в 1399)
- Феодосий (упом. ок. 1400)
- Галактион (упом. в 1407)
- Никандр (упом. в 1441/1442)
- Дорофей (упом. в 1452 и 1454)
- Мефодий (упом. в 1499)
- Григорий (XVI в.)
- Макарий (до 1527 — после 1544)
- Иларион (упом. в 1555)
- Иаков (упом. в 1561)
- Давид (упом. в 1564)
- Евгений (упом. в 1569)
- Игнатий (посл. четв. XVI)
- Акакий (посл. четв. XVI)
- Харалампий (упом. в 1613)
- Никифор (упом. в 1622)
- Феофан (упом. в 1640) еп. Ардамерийский и Иерисский
- Христофор (упом. в 1677)
- Макарий (? — 1702)
- Игнатий (1702 — ?)
- Анфим (до 1706 — после 1710)
- Даниил (упом. в 1720)
- Стефан (до 1748—1755)
- Феодосий (Христианопулос) (1755—1761)
- Иаков (1761—1780)
- Игнатий (упом. в 1804)
- Игнатий (1823—1836)
- Иоанникий (1837—1869)
- Афанасий (Савва) (25 января 1870 — январь 1871)
- Дионисий (21 февраля 1871 — 11 марта 1875)
- Амвросий (Кассарас) (16 марта 1875 — 1 марта 1877)
- Феоклит (Папаиоанну) (6 марта 1877 — 5 марта 1879)
- Мелетий (Византиос) (5 марта 1879 — январь 1890)
- Иларион (Макаронис) (18 марта 1890 — 16 января 1899)
- Иоаким (Анастасиадис) (18 марта 1899 — 7 ноября 1906), управляющий
- Парфений (Келайдис) (7 ноября 1906 — 5 августа 1911)
- Сократ (Ставридис) (27 октября 1911 — 17 сентября 1944)
- Дионисий (Папаниколопулос) (19 ноября 1944 — 25 сентября 1951)
- Киприан (Пулакос) (30 сентября 1951 — 3 февраля 1959)
- Павел (Софос) (28 мая 1960 — 22 января 1980)
- Никодим (Анагносту) (29 марта 1981 — 16 сентября 2012)
- Феоклит (Афанасопулос) (с 7 октября 2012)